# Xenotoca
Xenotoca és un gènere de peixos pertanyent a la família dels goodèids.

## Etimologia
Del grec xeno (estranger, estrany) + toko (naixement).

## Distribució geogràfica
Es troba a Mèxic.

## Taxonomia
- Xenotoca eiseni (Rutter, 1896)[4]
- Xenotoca melanosoma (Fitzsimons, 1972)[5]
- Xenotoca variata (Bean, 1887)[6][7][8][9][10][11][12]